# Dívčí Hrad

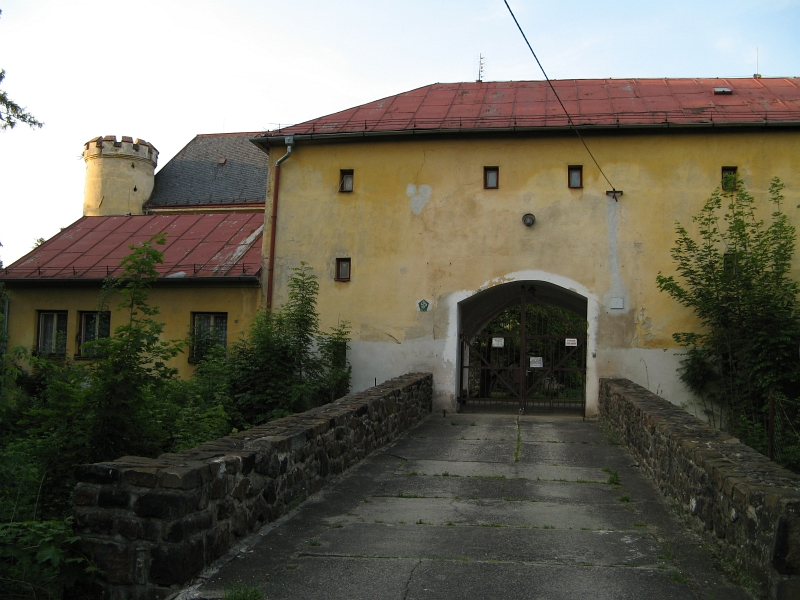
Eingang zum Schloss

Dívčí Hrad (deutsch Maidelberg; früher auch Maidlberg, manchmal auch Maidlburg) ist eine Gemeinde im Okres Bruntál (Freudenthal) in Tschechien. Sie liegt 14 Kilometer nördlich von Krnov (Jägerndorf) an der Grenze zu Polen.

## Geographie
Dívčí Hrad liegt in den Ostsudeten in der Zlatohorská vrchovina (Zuckmanteler Bergland / Oppagebirge) am Bach Osoblaha (Ossa). Nachbarorte sind Sádek (Zottig) im Norden, Hlinka (Glemkau) und Osoblaha (Hotzenplotz) im Nordosten, Bohušov (Füllstein) im Osten, Bučávka (Butschafka) im Süden, Liptaň (Liebenthal) im Südwesten und Pitárné (Pittarn) im Westen. Jenseits der Grenze zu Polen liegen im Nordosten Krzyżkowice (Kröschendorf) und Trzebina (Kunzendorf) im Nordwesten.

## Geschichte
Maidelberg gehörte zu den Besitzungen des Bistums Olmütz. Erstmals urkundlich erwähnt wurde es als „Deuziz“ in einem Testament des Olmützer Bischofs Bruno von Schauenburg vom 29. November 1267, das er wegen seiner bevorstehenden Teilnahme am Kreuzzug gegen die Pruzzen errichtete. In diesem Testament werden die Dörfer um Hotzenplotz aufgeführt, die von ihm gegründet worden waren und danach jene Dörfer, die schon früher bestanden. „Deuziz“ wird unter den letzteren aufgeführt.
Für das Jahr 1385 ist eine frühgotische Wasserburg belegt. Sie wurde 1474 während des böhmisch-ungarischen Konflikts stark zerstört. 1535 erwarben Maidelberg die Grafen Würben, die mit dem Wiederaufbau der Burg begannen. Ende des 16. Jahrhunderts war Maidelberg im Besitz der Sedlnitzky von Choltitz, die 1591–1593 an der Stelle der Wasserburg einen Renaissancebau errichteten. Da Karl Christoph Seldnitzky von Choltitz 1618 am Böhmischen Ständeaufstand beteiligt war, wurde die Herrschaft Maidelberg nach der Schlacht am Weißen Berg vom Kaiser konfisziert und dem Deutschritterorden übergeben.
Nach dem Ersten Schlesischen Krieg 1742 verblieb Maidelberg bei Böhmen, lag jedoch nunmehr an der Grenze zum preußischen Schlesien. 1768 verkaufte der Deutschritterorden die Grundherrschaft Maidelberg der Johanniterkommende Glatz, die bis 1919 eine Kommende in Maidelberg unterhielt und 1945 enteignet wurde.
Im Jahre 1835 bestand Maidelberg aus 45 hölzernen Häusern mit 361 deutschsprachigen und katholischen Einwohnern, die vom Ackerbau und der Viehzucht lebten. Auf einer Anhöhe über dem Dorf thronte das von Mauern umgebene Schloss. Im Ort gab es eine Schule, einen herrschaftlichen Meierhof, eine Brauerei, eine Branntweinbrennerei, eine Erbrichterei und neun Bauernhöfe. Pfarrort war Pittarn. Die Nutzfläche umfasste 470 Joch Ackerland, 119 Joch Wiesen, 98 Joch Wald  und neun Joch Hutweiden. Das Dorf war Teil der großen mährischen Enklave Hotzenplotz. Bis zur Mitte des 19. Jahrhunderts war Maidelberg der Sitz der gleichnamigen Lehnsherrschaft.
Nach der Aufhebung der Patrimonialherrschaften gehörte die Gemeinde Maidelberg zur Bezirkshauptmannschaft Jägerndorf und zum Gerichtsbezirk Hotzenplotz. Ab 1869 gehörte Maidelberg zum Bezirk Jägerndorf. Zu dieser Zeit hatte das Dorf 382 Einwohner und bestand aus 46 Häusern.
1898 erhielt Maidelberg Anschluss an der Schmalspurbahn Röwersdorf–Hotzenplotz. Im Jahre 1900 lebten in Maidelberg 314 Personen, 1910 waren es 292. Nach dem Ende des Ersten Weltkrieges 1918 wurde Maidelberg Teil der neugegründeten Tschechoslowakei. Beim Zensus von 1921 lebten in den 57 Häusern der Gemeinde 261 Personen, darunter 251 Deutsche und drei Tschechen. Im Jahre 1930 bestand Maidelberg aus 60 Häusern und hatte 242 Einwohner. Nach dem Münchner Abkommen wurde die Gemeinde im Herbst 1938 dem Deutschen Reich zugesprochen und gehörte bis 1945 zum Landkreis Jägerndorf. 1939 lebten in der Gemeinde 253 Personen. Nach dem Ende des Zweiten Weltkrieges wurde Dívčí Hrad 1945 wieder Teil der Tschechoslowakei. Die deutschsprachige Bevölkerung wurde 1946 fast vollständig vertrieben. Mit Beginn des Jahres 1949 wurden Sádek und Životice eingemeindet. Im Jahre 1950 lebten in den 39 Wohnhäusern von Dívčí Hrad 110 Personen. Ende 1960 erfolgte die Auflösung des Okres Krnov und Dívčí Hrad wurde dem Okres Bruntál zugeordnet. Von 1962 bis 1969 wurden die bei Kriegsende 1945 zerstörten Häuser sowie das Schloss wiederaufgebaut bzw. rekonstruiert. Im Jahre 1970 hatte Dívčí Hrad 226 Einwohner. Am 30. April 1976 erfolgte die Eingemeindung nach Osoblaha aufgehoben. Seit dem 24. November 1990 besteht die Gemeinde Dívčí Hrad wieder.
1991 bestand Dívčí Hrad aus 29 Wohnhäusern und hatte 185 Einwohner. Beim Zensus von 2011 lebten in den 60 Häusern der Gemeinde 243 Personen, davon 171 in Dívčí Hrad (35 Häuser), 67 in Sádek (19 Häuser) und 6 in Životice (5 Häuser).

## Gemeindegliederung
Für die Gemeinde Dívčí Hrad sind keine Ortsteile ausgewiesen. Grundsiedlungseinheiten sind  Sádek (Zottig) und Životice (Seitendorf). Zu Dívčí Hrad gehört zudem die Einschicht Horní Krčma (Ober Kratschen).
Das Gemeindegebiet gliedert sich in die Katastralbezirke Dívčí Hrad (447 ha), Sádek u Dívčího Hradu (633 ha) und Životice u Dívčího Hradu (125 ha).

## Sehenswürdigkeiten
- Das Schloss Dívčí Hrad entstand an der Stelle einer ehemaligen Wasserburg.
- Kreuzwegkapelle des hl. Hubertus und der Jungfrau Maria, auf dem Hügel nordwestlich über dem Dorf, sie wurde 2001 saniert und neu geweiht.
- Naturdenkmal Oblík u Dívčího Hradu